# Vézeronce-Curtin
Vézeronce-Curtin település Franciaországban, Isère megyében. Lakosainak száma 2217 fő (2022. január 1.). Vézeronce-Curtin Morestel, Le Bouchage, Dolomieu, Saint-Sorlin-de-Morestel, Sermérieu, Vasselin, Vignieu és Les Avenières-Veyrins-Thuellin községekkel határos.

## Népesség
A település népessége az elmúlt években az alábbi módon változott:
| Lakosok száma | 689  | 1208 | 1320 | 1634 | 1980 | 2065 | 2129 | 2142 | 2170 | 2217 |
|               | 1968 | 1982 | 1990 | 2006 | 2013 | 2015 | 2017 | 2019 | 2020 | 2022 |